# Gesciella delioti
Gesciella delioti es una especie de escarabajo. Es la única especie del género Gesciella, en la familia Leiodidae. Fue descrita por Pier Mauro Giachino y V. B. Guéorguiev en 1989. Se encuentra en Francia.